# Movie Days
Movie Days ist ein Film des isländischen Regisseurs Friðrik Þór Friðriksson aus dem Jahre 1994. Der Originaltitel Bíódagar heißt übersetzt Kinotage. Der Film hatte am 30. Juni 1994 in Island Premiere und am 9. Februar 1995 in Deutschland.
Der Junge Tómas schildert, wie er in seiner Jugend das Kino erlebt hat. Zum einen die Jugendvorstellung oder auch, dass sein Vater ihm gnädig den Hut vor das Gesicht hält, als Jesus im Film König der Könige ans Kreuz geschlagen wird.
Die Deutsche Film- und Medienbewertung FBW in Wiesbaden verlieh dem Film das Prädikat besonders wertvoll.